# WORLD WIDE
WORLD WIDE（ワールドワイド）とは、ジャイルス・ピーターソンがイギリスBBCで放送していたラジオ番組。なおWORLD WIDEとはBBCでサブタイトル（ないしはキャッチコピー）として使用していたもの。日本ではかつてはJ-WAVEで放送されていた。本項目ではこの「日本版」とInterFMで放送されていた「The Worldwide 60 with Gilles Peterson」について記載する。

## 放送時間・放送内容
イギリス在住のDJ、ジャイルス・ピーターソンが注目する音楽を紹介する番組。J-WAVE時代には15分バージョンと2時間バージョンが存在した。
2014年4月から2015年3月までInterFMで放送されていた「The Worldwide 60 with Gilles Peterson」では1時間のバージョンが放送されていた。

### WORLDWIDE 15
毎週月曜から木曜のRENDEZ-VOUS内、16:05-16:20に放送。ジャイルスが注目する音楽をノンストップで放送、J-WAVEのみでの放送。
ジャイルスのBBCラジオ1におけるプログラムが終了するのに伴い、2012年3月29日をもってJ-WAVEにおける放送も終了（イギリスにおけるジャイルスの番組はBBCラジオ6ミュージックに移って継続される）。

### WORLDWIDE 60・WORLDWIDE 120

#### 沿革
| 放送期間               | 放送時間                         | 番組名                                                       |
| ---------------------- | -------------------------------- | ------------------------------------------------------------ |
| 2005年4月 - 2005年9月  | 土曜28:00-29:00（日曜4:00-5:00） | WORLDWIDE 60                                                 |
| 2005年10月 - 2006年9月 | 木曜27:00-29:00（金曜3:00-5:00） | J-WAVE LOUNGE THURSDAY from LONDON Gilles Peterson WORLDWIDE |
| 2006年10月 - 2008年3月 | 土曜28:00-29:00（日曜4:00-5:00） | WORLDWIDE 60                                                 |
| 2008年4月 - 2011年9月  | 金曜28:00-30:00（土曜4:00-6:00） | WORLDWIDE 120                                                |

#### 内容
BBC Radio 1で放送している番組で、上記「WORLDWIDE 15」同様、ジャイルスの注目する音楽が紹介されるほか、ゲストを招いてインタビューをすることもある。
J-WAVE LOUNGE木曜版では、イギリスBBCで放送されているオリジナルバージョンをほぼそのまま流していた。
オープニングのBGMなどに変更はないが、ジャイルスがかつて「WORLD WIDE Sixty」と言っていたものは「WORLD WIDE One-twenty」になり、オープニングのしめにながれる英語は「WORLD WIDE Sixty」から「WORLD WIDE」になった。
番組全体を通してジャイルス・ピーターソンは英語で話しているが、通訳は付かずそのまま放送される。
2011年9月30日（10月1日早朝）の放送をもって120は放送終了となった。

### The Worldwide 60 with Gilles Peterson

#### 沿革
2014年4月から2015年3月末までInterFMで放送。毎週水曜24:00-24:59 (木曜0:00-0:59)。

#### 内容
日本での「WORLD WIDE」はJ-WAVEでの放送終了以来3年ぶりの復活となる。
J-WAVE時代とは異なりタイトルは「The Worldwide」になった他、InterFMバージョンになっており、オリジナルコーナーも存在。
また番組途中にCMは放送されず、59分間フルで放送されていた。
J-WAVE時代と一緒で番組全体を通してジャイルス・ピーターソンは英語で話しているが、通訳は付かずそのまま放送された。